# Nicolás Massú
Nicolás Alejandro Massú Fried (Viña del Mar, 10 oktober 1979) is een voormalig tennisser uit Chili. Hij was prof sinds 1997. Hij bereikte voor het eerst de top 100 in 1999, de top 50 in 2003 en de top 10 in 2004. Zijn hoogste plaats op de ATP-ranglijst is de 9e, die hij bereikte op 13 september 2004.
Massú heeft in zijn carrière zes enkelspeltoernooien en een dubbelspeltoernooi op zijn naam geschreven. Hij is tweevoudig olympisch kampioen: hij won op de Olympische Spelen in Athene in 2004 goud in het enkel- en dubbelspel. Hij is daarmee de eerste Chileen die twee olympische medailles won. Daarnaast won hij ook acht challengers en twee futurestoernooien in het enkelspel. Zijn beste resultaat in het enkelspel op een grandslamtoernooi is de vierde ronde. In het dubbelspel bereikte hij op Roland Garros in 2005 de halve finale. In augustus 2013 zette hij een punt achter zijn tennisloopbaan.
Sinds 2019 is hij de coach van Dominic Thiem.

## Privéleven
Massú's moeder, Sonia Fried, is joods en afkomstig uit Hongarije. Zijn vader, Manuel Massú, is een zoon van Palestijnse immigranten. Massú heeft nog een oudere (Jorge) en een jongere broer (Stefano). Toen hij 5 jaar was, kwam hij door zijn Hongaarse grootvader, Ladislao Fried, in aanraking met de tennissport.

## Carrière

### Jaarverslagen

#### Jeugd
Vanaf zijn 12e jaar werd Massú getraind door Leonardo Zuleta. Onder zijn leiding perfectioneerde Massú zijn forehand en backhand. Hij trainde ook een tijdje aan de tennisacademie van Nick Bollettieri. Massú bereikte in 1997 bij de junioren de vijfde plaats op de enkelspelranglijst en de eerste plaats op de dubbelspelranglijst. Hij won dat jaar het juniorendubbelspel op Wimbledon (met Luis Horna aan zijn zijde) en het US Open (samen met Fernando González).

#### 1997–1999
Massú werd prof in 1997. Hij speelde dat jaar hoofdzakelijk challengers en maakte in zijn geboorteland zijn debuut op de ATP-toer op het ATP-toernooi van Santiago, waar hij in de eerste ronde verloor. In 1998 speelde hij vooral futures- en challengertoernooien. Hij boekte dat jaar zijn eerste winst in een challenger in het Ecuadoraanse Quito. In 1999 won hij drie challengers, in Biella, Quito en Santiago, en bereikte hij voor het eerst de top 100. Hij sloot het jaar ook voor het eerst af binnen de top 100, op plaats 97.

#### 2000
Vanaf 2000 begon Massú meer toernooien op ATP-niveau te spelen. Hij boekte dat jaar zijn eerste winst op een ATP-toernooi door in de eerste ronde van het ATP-toernooi van Memphis de Argentijn Gastón Etlis te verslaan. Hij boekte in het voorjaar steeds meer vooruitgang. Massú bereikte in april de kwartfinale in Atlanta en bereikte in mei zijn eerste ATP-finale op het ATP-toernooi van Orlando. Hij verloor die van zijn landgenoot Fernando González. Hij nam die maand ook deel aan zijn eerste grandslamtoernooi. Op Roland Garros werd hij uitgeschakeld in de tweede ronde. Tijdens de zomer bereikte Massú de kwartfinale in Båstad en Amsterdam. Op het US Open verloor hij in de eerste ronde van zijn landgenoot Marcelo Ríos. Massú nam in september ook deel aan de Olympische Zomerspelen in Sydney, waar hij de eer had om de drager te zijn van het Chileense vaandel tijdens de openingsceremonie. Hij bereikte op het olympisch tennistoernooi de tweede ronde, waarin hij verloor van de Spanjaard Juan Carlos Ferrero. Zijn beste prestatie van het najaar was de kwartfinale in Shanghai.

#### 2001–2002
Massú bereikte op zijn eerste toernooi van het jaar, in Adelaide meteen de finale, die hij verloor van Tommy Haas. Op het Australian Open verloor hij echter al meteen zijn openingspartij, opnieuw van Haas. Tijdens de rest van het jaar scoorde hij weinig goede resultaten, met als enige uitschieter de kwartfinale in Scottsdale in maart. Op Roland Garros verloor hij in de eerste ronde, op Wimbledon, waar hij zijn debuut maakte, bereikte hij de derde ronde en op het US Open de tweede.
Januari 2002 bracht geen verandering in Massú's povere resultaten, met een tweede ronde in Adelaide en opnieuw eersterondeverlies op het Australian Open. Massú viel zelfs even buiten de top 100. In februari keerden zijn kansen echter en bereikte hij de halve finale in Viña del Mar en won hij zijn eerste ATP-toernooi, in Buenos Aires. Daarna volgde weer een mindere periode met, onder andere, een verlies in de eerste ronde van Wimbledon. In de zomer bereikte Massú de kwartfinale in Kitzbühel en de derde ronde van het US Open. Zijn beste prestatie van het najaar was de kwartfinale in Stockholm.

#### 2003
In het voorjaar van 2003 bereikte Massú de kwartfinale in Casablanca en Valencia. Hij maakte ook deel uit van het Chileense team dat de overwinning behaalde op het World Team Championship. Op Roland Garros en Wimbledon kwam hij niet voorbij de tweede ronde. Tijdens de zomer won hij zijn tweede ATP-toernooi, in Amersfoort, waar hij Raemon Sluiter klopte in de finale. Door zijn winst kwam hij voor het eerst binnen in de top 50. De week na zijn toernooiwinst bereikte hij de finale van het ATP-toernooi van Kitzbühel. Op het US Open bereikte hij de derde ronde. Na het US Open behaalde Massú in september nog enkele sterke resultaten, met een finaleplaats in Boekarest en winst op de challenger van Szczecin en het ATP-toernooi van Palermo. In oktober zette hij nog een sterke prestatie neer door de finale te bereiken van het Masterstoernooi van Madrid, waar hij de eindstrijd verloor van de toenmalige nummer 1 Juan Carlos Ferrero. Door deze finaleplaats stootte Massú door naar de top 20. Hij sloot het jaar voor het eerst af binnen de top 20, op plaats 13.

#### 2004
2004 begon teleurstellend, met drie eersterondeverliezen, onder meer op het Australian Open. In februari en maart bereikte Massú de kwartfinales in Viña del Mar, Buenos Aires en Acapulco. In mei bereikte hij de kwartfinale van het Masterstoernooi van Rome en maakte hij, net als in 2003, deel uit van het winnende Chileense team op het World Team Championship in Düsseldorf. Roland Garros en Wimbledon waren echter een tegenvaller met een uitschakeling in de derde en de eerste ronde respectievelijk. In juli zette hij weer sterke resultaten neer met een halve finale in Amersfoort en winst in Kitzbühel. Zijn grootste succes van deze zomer kwam op de Olympische Zomerspelen van Athene. Massú en zijn partner Fernando González zorgden voor de eerste gouden olympische medaille ooit voor Chili door in het dubbelspel de Duitsers Nicolas Kiefer en Rainer Schüttler te verslaan. Een dag later bezorgde Massú Chili een tweede gouden medaille door de Amerikaan Mardy Fish te verslaan in het enkelspel. Op 23 augustus 2004, een dag na zijn overwinning bij het herenenkelspel, werd Massú uitgeroepen tot Atleet van de dag. Massú was de eerste man sinds Vincent Richards in 1924 die dubbel olympisch goud in het tennis wist te veroveren. Het US Open viel dan weer tegen, met een uitschakeling in de tweede ronde. Op 13 september bereikte Massú de negende plaats op de ATP-ranglijst, zijn hoogste notering ooit. Zijn beste resultaten van het najaar waren de kwartfinales in Palermo en Wenen en de halve finale in Bazel. Eind november onderging hij een operatie voor zijn hernia. Hij sloot het jaar voor de tweede maal op rij af binnen de top 20, op plaats 18.

#### 2005–2006

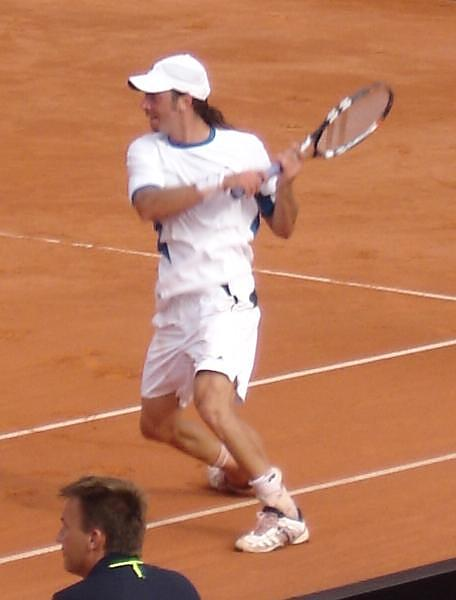
Massú op het ATP-toernooi van Kitzbühel in 2005

2005 begon voor Massú met een opgave in de tweede ronde op het Australian Open door een stressfractuur in zijn linkervoet. Daardoor speelde hij niet meer tot half april. Op de grandslamtoernooien van Roland Garros en Wimbledon verloor hij respectievelijk in de eerste en de tweede ronde. In het dubbelspel op Roland Garros was hij echter succesvoller: hij bereikte er met zijn landgenoot Fernando González de halve finale. Tijdens de zomer ging het weer beter met onder andere een kwartfinale in Amersfoort (waar hij ook de finale in het dubbelspel bereikte) en halve finales in Gstaad en Kitzbühel. Op het US Open bereikte hij zijn beste resultaat ooit in het enkelspel op een grandslamtoernooi door de vierde ronde te halen. Het najaar was dan weer minder succesvol met eersterondeverliezen in elk van de zes toernooien waaraan hij deelnam. Hij sloot het jaar af op plaats 66.
Januari en februari 2006 waren maanden met wisselend succes: op het Australian Open lag Massú er al in de eerste ronde uit, maar daarna bereikte hij de kwartfinale in Auckland, de finale in Viña del Mar en won hij het ATP-toernooi van Costa do Sauipe door in de finale de Spanjaard Alberto Martín te kloppen. In april bereikte hij de finale van het ATP-toernooi van Casablanca, die hij verloor van Daniele Bracciali. Op Roland Garros verloor hij in de derde ronde van 's werelds nummer 1 Roger Federer, van wie hij wel een set wist te winnen, en op Wimbledon lag hij er al in de eerste ronde uit. Net zoals de vorige jaren behaalde Massú tijdens de zomer zijn beste resultaten van het jaar met kwartfinales in Båstad en New Haven en een finaleplaats in Amersfoort. Het US Open viel dan weer tegen met een uitschakeling in de tweede ronde. Ook in de toernooien in het najaar werd hij telkens vroeg uitgeschakeld. Hij sloot het jaar af op plaats 44.

#### 2007–2009
2007 begon op nagenoeg dezelfde wijze als 2006, met verlies in de eerste ronde van het Australian Open en een finaleplaats in Viña del Mar. In februari bereikte hij de kwartfinale in Acapulco. Op Roland Garros verloor hij in de tweede ronde en op Wimbledon en het US Open in de eerste. Massú's zomer en najaar waren weinig succesvol. Hij sloot het jaar af op plaats 79.
In 2008 bereikte Massú de kwartfinale in Auckland, alvorens voor het derde jaar op rij in de eerste ronde van het Australian Open te worden uitgeschakeld. In Acapulco bereikte hij, net zoals het jaar ervoor, de kwartfinale. In maart viel Massú buiten de top 100 en hij ging daarop meer challengers spelen. Zo bereikte hij de halve finales op de challengers van Tunis en Marrakesh en won hij die in Rijeka. Massú kwalificeerde zich niet voor de drie overige grandslamtoernooien. Hij nam wel voor de derde keer deel aan de Olympische Zomerspelen, die ditmaal in Peking werden georganiseerd. Omdat hij toen al was teruggezakt naar de 131e plaats, kreeg hij van de ITF een wildcard voor het olympisch toernooi. Massú, olympisch titelverdediger, werd uitgeschakeld in de tweede ronde van het enkelspel door de Argentijn David Nalbandian. In het dubbelspel verloren hij en zijn partner Fernando González al in de eerste ronde. Verder dat jaar bereikte hij nog de finale van de challengers van Belo Horizonte en Montevideo en won hij in oktober die van Florianopolis II. Mede door deze goede resultaten in het challengercircuit kwam hij weer de top 100 binnen. Hij sloot het jaar af op plaats 76.
Net als de drie jaren ervoor verloor Massú in de eerste ronde van het Australian Open. Een zwak voorjaar volgde, met onder andere een tweede ronde op Roland Garros. Van half-mei tot half-juni zakte hij ook weer buiten de top 100. Zijn beste resultaat van de zomer was een kwartfinale in Umag. Op het US Open verloor hij in de openingsronde. In het najaar zakte hij weer weg uit de top 100 en speelde hij hoofdzakelijk challengers, waarvan hij in november die in Cancun won. Hij sloot het jaar op plaats 112. Voor het eerst sinds 1998 eindigde hij niet binnen de top 100, op plaats 112.

#### 2010–2011
Massú startte 2010 in het challengercircuit. Hij nam niet deel aan het Australian Open en bereikte de finale van de challenger van Salinas. Midden januari kwam hij weer de top 100 binnen. In april bereikte hij de kwartfinale in Houston. Op Roland Garros en Wimbledon werd hij in de eerste ronde uitgeschakeld. Voor de rest van het jaar speelde hij challengers en werd hij meestal vroeg uitgeschakeld. Hij sloot 2010 af op plaats 187. 2011 was geen goed jaar voor Massú. Hij speelde voornamelijk challengers, waarin hij niet ver geraakte. In het dubbelspel won hij één challenger. Massú zakte verder weg op de ATP-ranglijst en eindigde het jaar op plaats 451.

#### 2013
Op 27 augustus 2013 kondigde Massú aan dat hij een punt zette achter zijn tenniscarrière.

### Davis Cup
Massú speelde voor het eerst voor het Chileense Davis Cupteam in 1996, in een duel tegen Canada in Groep 1 van de Amerikaanse zone. Van 1996 tot en met 2011 speelde hij elk jaar, uitgezonderd 2003, voor Chili in de Davis Cup. Hij speelde in totaal 34 enkelspelpartijen, waarvan hij er 22 won, en 22 dubbelspelpartijen, waarvan hij er tien won.

## Palmares
| Legenda                       | Legenda               |
| ----------------------------- | --------------------- |
| Grand Slam                    |                       |
| Olympische Spelen             |                       |
| tot 2009                      | vanaf 2009            |
| Tennis Masters Cup            | ATP Finals            |
| ATP Masters Series            | ATP Tour Masters 1000 |
| ATP International Series Gold | ATP Tour 500          |
| ATP International Series      | ATP Tour 250          |

### Enkelspel
| Nr.                  | Datum             | Toernooi            | Ondergrond | Tegenstander in finale | Score                   |                  |
| -------------------- | ----------------- | ------------------- | ---------- | ---------------------- | ----------------------- | ---------------- |
| gewonnen finales     |                   |                     |            |                        |                         |                  |
| 1.                   | 18 februari 2002  | ATP Buenos Aires    | Gravel     | Agustín Calleri        | 2-6, 7-6(5), 6-2        | details          |
| 2.                   | 14 juli 2003      | ATP Amersfoort      | Gravel     | Raemon Sluiter         | 6-4, 7-6(3), 6-2        | details          |
| 3.                   | 22 september 2003 | ATP Palermo         | Gravel     | Paul-Henri Mathieu     | 1-6, 6-2, 7-6           | details          |
| 4.                   | 19 juli 2004      | ATP Kitzbühel       | Gravel     | Gastón Gaudio          | 7-6(3), 6-4             | details          |
| 5.                   | 16 augustus 2004  | Athene              | Hardcourt  | Mardy Fish             | 6-3, 3-6, 2-6, 6-3, 6-4 | details          |
| 6.                   | 20 februari 2006  | ATP Costa do Sauipe | Gravel     | Alberto Martín         | 6-3, 6-4                | details          |
| verloren finales     |                   |                     |            |                        |                         |                  |
| 1.                   | 1 mei 2000        | ATP Orlando         | Gravel     | Fernando González      | 2-6, 3-6                | details          |
| 2.                   | 1 januari 2001    | ATP Adelaide        | Hardcourt  | Tommy Haas             | 3-6, 1-6                | details          |
| 3.                   | 21 juli 2003      | ATP Kitzbühel       | Gravel     | Guillermo Coria        | 1-6, 4-6, 2-6           | details          |
| 4.                   | 8 september 2003  | ATP Boekarest       | Gravel     | David Sánchez          | 2-6, 2-6                | details          |
| 5.                   | 13 oktober 2003   | ATP Madrid          | Hardcourt  | Juan Carlos Ferrero    | 3-6, 4-6, 3-6           | details          |
| 6.                   | 30 januari 2006   | ATP Viña del Mar    | Gravel     | José Acasuso           | 4-6, 3-6                | details          |
| 7.                   | 24 april 2006     | ATP Casablanca      | Gravel     | Daniele Bracciali      | 1-6, 4-6                | details          |
| 8.                   | 17 juli 2006      | ATP Amersfoort      | Gravel     | Novak Đoković          | 6-7(5), 4-6             | details          |
| 9.                   | 29 januari 2007   | ATP Viña del Mar    | Gravel     | Luis Horna             | 5-7, 3-6                | details          |
| gewonnen challengers |                   |                     |            |                        |                         |                  |
| 1.                   | 7 september 1998  | Quito               | Gravel     | Mariano Sanchez        | 3-6, 6-3, 6-0           | 3-6, 6-3, 6-0    |
| 2.                   | 21 juni 1999      | Biella              | Gravel     | Oleg Ogorodov          | 7-6(5), 5-7, 6-3        | 7-6(5), 5-7, 6-3 |
| 3.                   | 6 september 1999  | Quito               | Gravel     | Luis Adrian Morejon    | 6-2, 3-6, 6-3           | 6-2, 3-6, 6-3    |
| 4.                   | 1 november 1999   | Santiago            | Gravel     | Karim Alami            | 6-7(4), 6-2, 6-4        | 6-7(4), 6-2, 6-4 |
| 5.                   | 15 september 2003 | Szczecin            | Gravel     | Albert Portas          | 6-4, 6-3                | 6-4, 6-3         |
| 6.                   | 5 mei 2008        | Rijeka              | Gravel     | Christophe Rochus      | 6-2, 6-2                | 6-2, 6-2         |
| 7.                   | 6 oktober 2008    | Florianopolis II    | Gravel     | Olivier Patience       | 6-7(4), 6-2, 6-1        | 6-7(4), 6-2, 6-1 |
| 8.                   | 16 november 2009  | Cancun              | Gravel     | Grega Žemlja           | 6-3, 7-5                | 6-3, 7-5         |

### Dubbelspel
| Nr.                                   | Datum            | Toernooi       | Ondergrond | Partner            | Tegenstanders in finale         | Score                      |                |
| ------------------------------------- | ---------------- | -------------- | ---------- | ------------------ | ------------------------------- | -------------------------- | -------------- |
| gewonnen finales mannendubbelspel     |                  |                |            |                    |                                 |                            |                |
| 1.                                    | 16 augustus 2004 | O.S. Athene    | Hardcourt  | Fernando González  | Nicolas Kiefer Rainer Schüttler | 6-2, 4-6, 3-6, 7-6(7), 6-4 | details        |
| verloren finales mannendubbelspel     |                  |                |            |                    |                                 |                            |                |
| 1.                                    | 1 maart 2004     | ATP Acapulco   | Gravel     | Juan Ignacio Chela | Bob Bryan Mike Bryan            | 2-6, 3-6                   | details        |
| 2.                                    | 18 juli 2005     | ATP Amersfoort | Gravel     | Fernando González  | Martín García Luis Horna        | 4-6, 4-6                   | details        |
| gewonnen challengers mannendubbelspel |                  |                |            |                    |                                 |                            |                |
| 1.                                    | 31 oktober 2011  | Medellín       | Gravel     | Paul Capdeville    | Alessio Di Mauro Matteo Viola   | 6-2, 4-6, 10-8             | 6-2, 4-6, 10-8 |

## Resultaten grote toernooien
| Legenda | Legenda                          |
| ------- | -------------------------------- |
| g.t.    | geen toernooi gehouden           |
| l.c.    | lagere categorie                 |
| –       | niet deelgenomen                 |
| G       | uitgeschakeld in de groepsfase   |
| 1R      | uitgeschakeld in de eerste ronde |
| 2R      | uitgeschakeld in de tweede ronde |
| 3R      | uitgeschakeld in de derde ronde  |
| 4R      | uitgeschakeld in de vierde ronde |
| KF      | uitgeschakeld in de kwartfinale  |
| HF      | uitgeschakeld in de halve finale |
| F       | de finale verloren               |
| W       | het toernooi gewonnen            |
| w-v     | winst/verlies-balans             |

### Enkelspel
Deze gegevens zijn bijgewerkt tot en met 2 januari 2012.
| Toernooi              | 1996              | 1997              | 1998              | 1999              | 2000              | 2001              | 2002              | 2003              | 2004              | 2005              | 2006              | 2007              | 2008              | 2009          | 2010          | 2011          | 2012          | w-v     |
| --------------------- | ----------------- | ----------------- | ----------------- | ----------------- | ----------------- | ----------------- | ----------------- | ----------------- | ----------------- | ----------------- | ----------------- | ----------------- | ----------------- | ------------- | ------------- | ------------- | ------------- | ------- |
| Grandslamtoernooien   |                   |                   |                   |                   |                   |                   |                   |                   |                   |                   |                   |                   |                   |               |               |               |               |         |
| Australian Open       | –                 | –                 | –                 | –                 | –                 | 1R                | 1R                | –                 | 1R                | 2R                | 1R                | 1R                | 1R                | 1R            | –             | –             |               | 1-8     |
| Roland Garros         | –                 | –                 | –                 | –                 | 2R                | 1R                | –                 | 2R                | 3R                | 1R                | 3R                | 2R                | –                 | 2R            | 1R            | –             |               | 8-9     |
| Wimbledon             | –                 | –                 | –                 | –                 | 1R                | 3R                | 1R                | 2R                | 1R                | 2R                | 1R                | 1R                | –                 | –             | 1R            | –             |               | 4-9     |
| US Open               | –                 | –                 | –                 | –                 | 1R                | 2R                | 3R                | 3R                | 2R                | 4R                | 2R                | 1R                | –                 | 1R            | –             | –             |               | 10-9    |
| Winst-verlies         | 0-0               | 0-0               | 0-0               | 0-0               | 1-3               | 3-4               | 2-3               | 4-3               | 3-4               | 5-4               | 3-4               | 1-4               | 0-1               | 1-3           | 0-2           | 0-0           | 0-0           | 23-35   |
| ATP World Tour Finals |                   |                   |                   |                   |                   |                   |                   |                   |                   |                   |                   |                   |                   |               |               |               |               |         |
| ATP World Tour Finals | –                 | –                 | –                 | –                 | –                 | –                 | –                 | –                 | –                 | –                 | –                 | –                 | –                 | –             | –             | –             |               | 0-0     |
| ATP Masters 1000      |                   |                   |                   |                   |                   |                   |                   |                   |                   |                   |                   |                   |                   |               |               |               |               |         |
| Indian Wells          | –                 | –                 | –                 | –                 | –                 | 2R                | –                 | –                 | 2R                | –                 | 2R                | 1R                | 2R                | 2R            | –             | –             |               | 4-6     |
| Miami                 | –                 | –                 | –                 | –                 | 2R                | 1R                | –                 | 3R                | 2R                | –                 | 3R                | 1R                | –                 | 3R            | 1R            | –             |               | 7-8     |
| Monte Carlo           | –                 | –                 | –                 | –                 | –                 | –                 | 2R                | –                 | 3R                | –                 | 1R                | 2R                | –                 | –             | –             | –             |               | 4-4     |
| Rome                  | –                 | –                 | –                 | –                 | –                 | –                 | –                 | 1R                | KF                | 2R                | 1R                | 3R                | –                 | –             | –             | –             |               | 6-5     |
| Hamburg               | –                 | –                 | –                 | –                 | –                 | –                 | –                 | –                 | 1R                | 2R                | 1R                | 1R                | –                 | l.c.          | l.c.          | l.c.          | l.c.          | 1-4     |
| Stuttgart             | –                 | –                 | –                 | –                 | –                 | 2R                | geen toernooi     | geen toernooi     | geen toernooi     | geen toernooi     | geen toernooi     | geen toernooi     | geen toernooi     | geen toernooi | geen toernooi | geen toernooi | geen toernooi | 1-1     |
| Madrid                | geen toernooi     | geen toernooi     | geen toernooi     | geen toernooi     | geen toernooi     | geen toernooi     | –                 | F                 | 2R                | 1R                | 2R                | –                 | –                 | –             | –             | –             |               | 6-4     |
| Montréal/Toronto      | –                 | –                 | –                 | –                 | –                 | –                 | –                 | 1R                | 1R                | 1R                | 1R                | –                 | –                 | –             | –             | –             |               | 0-4     |
| Cincinnati            | –                 | –                 | –                 | –                 | –                 | –                 | –                 | –                 | 1R                | 1R                | 1R                | –                 | –                 | –             | –             | –             |               | 0-3     |
| Shanghai              | geen Masters 1000 | geen Masters 1000 | geen Masters 1000 | geen Masters 1000 | geen Masters 1000 | geen Masters 1000 | geen Masters 1000 | geen Masters 1000 | geen Masters 1000 | geen Masters 1000 | geen Masters 1000 | geen Masters 1000 | geen Masters 1000 | –             | –             | –             |               | 0-0     |
| Parijs                | –                 | –                 | –                 | –                 | –                 | –                 | –                 | 3R                | 3R                | 1R                | 1R                | –                 | –                 | –             | –             | –             |               | 2-4     |
| Olympische Spelen     |                   |                   |                   |                   |                   |                   |                   |                   |                   |                   |                   |                   |                   |               |               |               |               |         |
| Olympische Spelen     | –                 | geen toernooi     | geen toernooi     | geen toernooi     | 2R                | geen toernooi     | geen toernooi     | geen toernooi     | W                 | geen toernooi     | geen toernooi     | geen toernooi     | 2R                | geen toernooi | geen toernooi | geen toernooi |               | 8-2     |
| Statistieken          |                   |                   |                   |                   |                   |                   |                   |                   |                   |                   |                   |                   |                   |               |               |               |               |         |
| titels per jaar       | 0                 | 0                 | 0                 | 0                 | 0                 | 0                 | 1                 | 2                 | 2                 | 0                 | 1                 | 0                 | 0                 | 0             | 0             | 0             | 0             | 6       |
| Totaal winst-verlies  | 0-1               | 0-1               | 2-2               | 4-2               | 26-25             | 23-28             | 29-19             | 36-20             | 42-28             | 18-22             | 38-27             | 17-26             | 9-12              | 9-12          | 4-8           | 0-3           | 0-0           | 257-236 |
| Eindejaarsranking     | 872               | 607               | 188               | 97                | 87                | 80                | 56                | 12                | 18                | 66                | 44                | 79                | 76                | 112           | 187           | 451           |               | n.v.t.  |

### Mannendubbelspel
| Grandslamtoernooien   |     |               |               |               |     |               |               |               |     |               |               |               |     |        |
| Australian Open       | –   | –             | –             | –             | 1R  | –             | –             | –             | 2R  | –             | –             | –             |     | 1-2    |
| Roland Garros         | –   | –             | –             | –             | –   | HF            | –             | 1R            | –   | –             | –             | –             |     | 4-2    |
| Wimbledon             | –   | –             | –             | –             | 1R  | 2R            | –             | –             | –   | –             | –             | –             |     | 1-2    |
| US Open               | –   | –             | –             | 1R            | KF  | 3R            | 2R            | 2R            | –   | –             | –             | –             |     | 7-5    |
| Winst-verlies         | 0-0 | 0-0           | 0-0           | 0-1           | 3-3 | 7-3           | 1-1           | 1-2           | 1-1 | 0-0           | 0-0           | 0-0           | 0-0 | 13-11  |
| ATP World Tour Finals |     |               |               |               |     |               |               |               |     |               |               |               |     |        |
| ATP World Tour Finals | –   | –             | –             | –             | –   | –             | –             | –             | –   | –             | –             | –             |     | 0-0    |
| Olympische Spelen     |     |               |               |               |     |               |               |               |     |               |               |               |     |        |
| Olympische Spelen     | 1R  | geen toernooi | geen toernooi | geen toernooi | W   | geen toernooi | geen toernooi | geen toernooi | 1R  | geen toernooi | geen toernooi | geen toernooi |     | 5-2    |
| Statistieken          |     |               |               |               |     |               |               |               |     |               |               |               |     |        |
| titels per jaar       | 0   | 0             | 0             | 0             | 1   | 0             | 0             | 0             | 0   | 0             | 0             | 0             | 0   | 1      |
| Eindejaarsranking     | 243 | 1262          | 390           | 288           | 36  | 58            | 137           | 253           | 223 | 488           | 341           | 376           |     | n.v.t. |